# Heinrich von Soden-Fraunhofen
Heinrich Sigmund Maria Rudolf Graf von Soden-Fraunhofen (* 6. November 1920 in Friedrichshafen; † 23. Juli 2000 in Engelsberg) war römisch-katholischer Weihbischof in München und Freising.

## Familie
Heinrich von Soden-Fraunhofen stammte aus dem Adelsgeschlecht der Familie Soden. Er war eines von neun Kindern aus der Ehe von Alfred Graf von Soden-Fraunhofen (1875–1944), dem ersten Geschäftsführer und ab 1921 Vorstand der ZF Friedrichshafen AG, und Mechtild Gräfin Adelmann von Adelmannsfelden (1878–1954), Tochter von Heinrich Adelmann von Adelmannsfelden. Sein Schwager war der bayrische Senatspräsident, Hippolyt Freiherr Poschinger von Frauenau.

## Leben

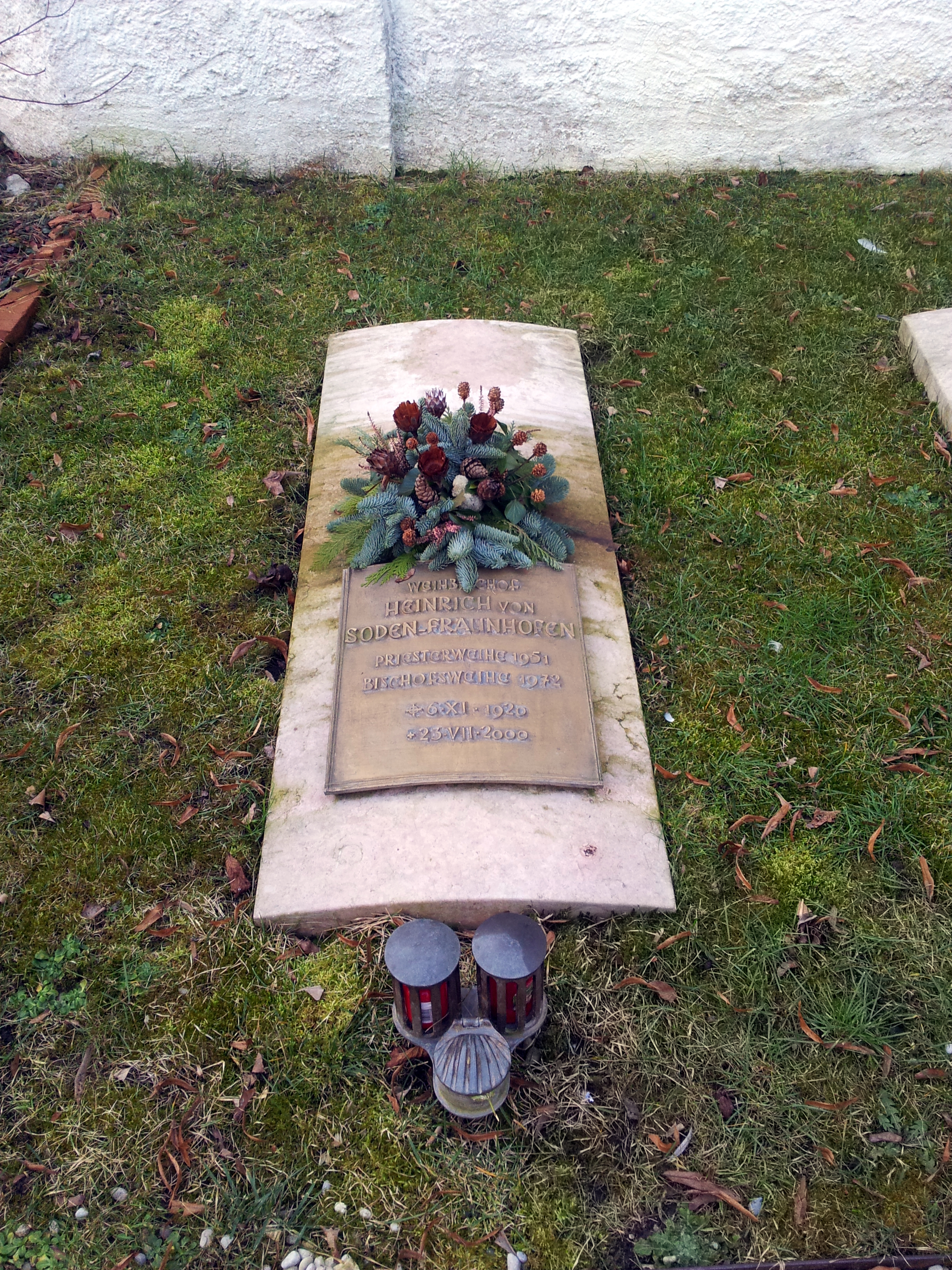
Grab im Kreuzganghof des Freisinger Domes

Nach Kriegsende trat Heinrich von Soden-Fraunhofen in das Erzbischöfliche Priesterseminar in Freising ein. Am 29. Juni 1951 empfing er zusammen mit weiteren 42 Seminaristen, darunter Joseph Ratzinger, dem späteren Papst Benedikt XVI., und Franz Schwarzenböck, durch Michael Kardinal Faulhaber die Priesterweihe. Er war Pfarrer in Oberwöhr bei Rosenheim und Stiftspropst in Landshut.
Am 3. Januar 1972 ernannte Papst Paul VI. Heinrich von Soden-Fraunhofen zum Titularbischof von Belali und bestellte ihn zum Weihbischof im Erzbistum München und Freising. Am 18. März 1972 spendete ihm Julius Kardinal Döpfner im Dom St. Maria u. St. Korbinian in Freising die Bischofsweihe; Mitkonsekratoren waren Josef Stangl, Bischof von Würzburg, und Josef Stimpfle, Bischof von Augsburg. 1993 wurde seinem Rücktrittsgesuch aus gesundheitlichen Gründen durch Papst Johannes Paul II. stattgegeben.
Heinrich von Soden-Fraunhofen galt als einer der „schärfsten Engelwerk-Kritiker im deutschen Episkopat“. Er warf der Vereinigung vor, Jugendliche nach Sektenart ihrer Freiheit zu berauben und sie von ihren Angehörigen zu isolieren.
1993 zog er nach Engelsberg, wo er einen wegen sexuellen Missbrauchs verurteilten Pfarrer, Peter Hullermann, überwachen sollte, diesen jedoch stattdessen schützte. Er hatte den Erzbistum München und Freising nach Aussage des damaligen Erzbischofs Kardinal Friedrich Wetter die Überwachung Hullermanns in Engelsberg angeboten und intensiv für einen seelsorgerlichen Einsatz plädiert. Gerüchten über sexuellen Missbrauch durch den Priester in der Gemeinde trat er entschieden entgegen und wies kritische Fragesteller zurück. Dem Erzbistum gegenüber entkräftete er aufgekommene Hinweise auf ein Fehlverhalten Hullermanns.
Er starb in Engelsberg nach langer schwerer Krankheit und wurde im Kreuzganghof des Freisinger Doms begraben.

## Ehrungen
- 1991: Verdienstkreuz 1. Klasse der Bundesrepublik Deutschland